# Rumatha
Rumatha är ett släkte av fjärilar. Rumatha ingår i familjen mott.
Kladogram enligt Catalogue of Life:
| Rumatha | \| \| Rumatha bihindi \| \| \| \| \| \| Rumatha glaucatella \| \| \| \| \| \| Rumatha polingella \| \| \| \| |
|         | \| \| Rumatha bihindi \| \| \| \| \| \| Rumatha glaucatella \| \| \| \| \| \| Rumatha polingella \| \| \| \| |
|         | Rumatha bihindi                                                                                              |
|         | |
|         | Rumatha glaucatella                                                                                          |
|         | |
|         | Rumatha polingella                                                                                           |
|         | |